# WANTED!木曜日城咲仁&猫ひろし
WANTED!木曜日城咲仁&猫ひろしはTOKYO FMをキー局にJFN系列（34局ネット）でWANTED!木曜日として2005年4月4日から2007年3月29日まで放送されたラジオ番組。城咲仁と猫ひろしが担当した。

## 概要
- 2005年4月にそれまで放送されていた「しんドル」（木曜日）の後番組としてスタートした。
- スケジュールの都合でどちらか片方が休むことがある。猫ひろし単独の場合はゲストにWAHAHA本舗の芸人が登場するのが恒例になっている。
- 尚最終回の翌週の2007年4月5日（明けて4月6日）にはこの番組に2人がゲストとして呼ばれ、両番組のコラボレーションとしてこの番組のなかでWANTED!木曜日の内容が放送された。放送中は城咲と猫がパーソナリティ、竹山隆範がゲストの形式をとり、ジングルもWANTED!の物を使用して放送された。

## 放送時間
- 毎週木曜 深夜 27:00-29:00

## コーナー
- ひろしの挑戦状
猫ひろしを笑わせるためのネタコーナー。
見事猫ひろしを笑わせるネタを書いたリスナーには、猫ひろしが、自腹で猫魂Ｔシャツをプレゼント。
- ランク報告
リスナーが考えたTOP3のランキングを発表していくネタコーナー。
参考：ランク王国
- 鉄板少女ミヨ
元・木曜ウォンテッドAD山下ミヨが巻き起こしそうなエピソードを募集するネタコーナー。
「～とき、普通の人は～。でも山下さんは～。」という形式。
参考：鉄板少女アカネ!!
- 仁語録
城咲仁がどこかで言っていそうな名言を募集するネタコーナー。
「～ときに～に言った仁語録。～」という形式。
実際に言っていたものも募集されている。
城咲仁の名言集の出版が目的である。
実際にネタを読み上げるのは城咲仁である。
- 男らしさ王決定戦
リスナーが考えた男らしいネタを2人が選んでそれぞれ読み上げ勝負を決めるネタコーナー。
勝ったリスナーには1ポイントが与えられ、トータル10ポイント溜まったリスナーには『伝説のアイテム』が贈呈される。
唯一番組開始時からあるコーナーである。
- 仁の人生相談（略してJIN×2）
城咲仁がリスナーの悩み相談にのるコーナー。
- 兄貴に聞け!
城咲仁と猫ひろしがリスナーの恋愛相談にのるコーナー。

### 終了したコーナー
- 猫スポ!!
- おか～さ～ん!
- 今週のひろしメモ